# Felix Rhodius
Felix Eduard Robert Rhodius (Haarlem, 1 februari 1945 – Wassenaar, 8 december 2023) was van 1991 tot 2006 directeur van het Kabinet der Koningin van Nederland. Hij heeft 15 jaar lang een dienende rol gehad ten behoeve van koningin Beatrix en het Koninklijk Huis.
Rhodius overleed in 2023 op 78 jarige leeftijd.

## Loopbaan
Felix Rhodius werd op 1 februari 1945 geboren in een bankiersfamilie.
Begonnen als ambtenaar van het ministerie van Buitenlandse Zaken (1972 - 1979), daarna eerste ambassaderaad te Nairobi (Kenia), (1979 - 1984), trad hij in 1984 in dienst bij het Kabinet der Koningin. Hij was eerst werkzaam als raadadviseur, vanaf 1989 als plaatsvervangend directeur, om in 1991 door de Kroon benoemd te worden tot directeur van het Kabinet der Koningin.

## De Roy van Zuydewijn
Rhodius zou volgens diverse media (de Volkskrant, NRC Handelsblad) in januari 2000 opdracht hebben gegeven aan de Binnenlandse Veiligheidsdienst om onderzoek te doen naar Edwin de Roy van Zuydewijn, die een relatie had met prinses Margarita, de oudste dochter van prinses Irene. Daarbij was onder meer het dossier van De Roy bij de Amsterdamse sociale dienst gelicht. De affaire veroorzaakte begin 2003 veel media-aandacht, en leidde ertoe dat sinds 2003 de minister-president verantwoordelijkheid draagt voor het Kabinet der Koning(in).

## (Neven)functies
- lid Raad van Advies Stichting Binnenstad Den Haag, vanaf 1999
- lid bestuur Residentie Bach Ensembles, vanaf 1999
- voorzitter Stichting Cantatediensten Kloosterkerk, vanaf 1999
- lid Raad van Toezicht Veerstichting, vanaf 2001
- lid Raad Stichting Reünistenfonds studentenvereniging 'Minerva', vanaf 2001

## Opleiding
- Gymnasium-a te Wageningen, tot 1964
- Rechten: vrije studierichting, Rijksuniversiteit Leiden, van 1964 tot 1970. In die tijd was Rhodius lid van de Leidse studentenvereniging "Minerva"
- Foreign Affairs (Master of Arts) aan de University of Virginia, 1971

## Ridderorden en onderscheidingen
Felix Rhodius ontving bij zijn afscheid als directeur van het Kabinet de Koningin de volgende onderscheidingen:
- Officier in de Orde van Oranje-Nassau, 31 augustus 2006
- Erekruis Huisorde van Oranje, 15 september 2006